# Belait (rzeka)
Belait (malajski Sungai Belait) – rzeka na wyspie Borneo, leżąca na terytorium Brunei, w pobliżu południowo-zachodniej granicy z malezyjskim stanem Sarawak. Ma 209 km długości. Płynie w kierunku południowo-wschodnim oraz północno-zachodnim przez podmokłe tereny. Uchodzi do Morza Południowochińskiego. U ujścia rzeki leży miasto Kuala Belait, jedno z ważniejszych miast Brunei oraz centrum przybrzeżnego pola naftowego.